# Pierre Joseph Pelletier

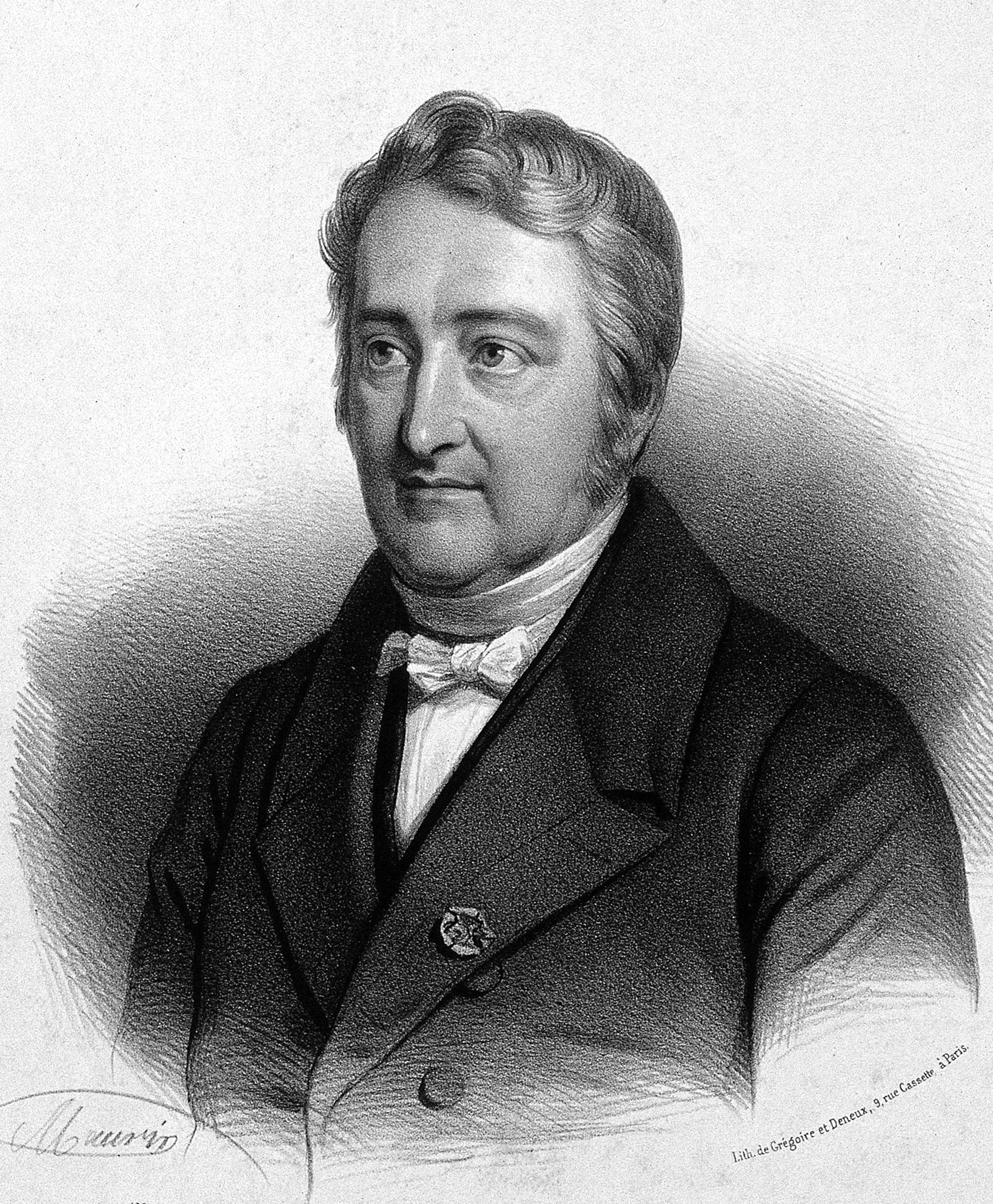
Pierre Joseph Pelletier

Pierre Joseph Pelletier, född 22 april 1788, död 19 juli 1842, var en fransk farmakolog. Han var son till Bertrand Pelletier.

## Biografi
Pelletier var apotekare i Paris, senare underdirektör för den högre farmaceutiska läroanstalten, upptäckte ensam samt tillsammans med Joseph Bienaimé Caventou och andra forskare flera alkaloider, såsom stryknin och kinin. Han har gett namn åt drogen pelletierin, en giftig alkaloid med pyrrolidin-struktur, som utvinns ur barken av granatäppelträdet.
Franska vetenskapsakademien belönade 1827 honom med ett pris av 10 000 francs för hans upptäckt av kinaalkaloiderna.